# Campionati del mondo di atletica leggera indoor 2024 - Salto con l'asta femminile
La gara del salto con l'asta femminile dei campionati del mondo di atletica leggera indoor 2024 si è svolta il 2 marzo.

## Podio
| Pos.    | Atleta          | Nazionalità   | Misura |
| ------- | --------------- | ------------- | ------ |
| Oro     | Molly Caudery   | Gran Bretagna | 4,80 m |
| Argento | Eliza McCartney | Nuova Zelanda | 4,80 m |
| Bronzo  | Katie Moon      | Stati Uniti   | 4,75 m |

## Situazione pre-gara

### Record
Prima di questa competizione, il record del mondo e il record dei campionati erano i seguenti.
| Record                | Prestazione | Atleta                   | Data e luogo                         | Competizione                     |
| --------------------- | ----------- | ------------------------ | ------------------------------------ | -------------------------------- |
| Record mondiale       | 5,06 m(o)   | Elena Isinbaeva Russia   | 28 agosto 2009 Zurigo, Svizzera      | Weltklasse Zürich                |
| Record dei campionati | 4,95 m      | Sandi Morris Stati Uniti | 3 marzo 2018 Birmingham, Regno Unito | Campionati del mondo indoor 2018 |

### Campionesse in carica
Le campionesse in carica a livello mondiale erano:
| Campionessa     | Atleta                     | Prestazione | Data e luogo                      | Competizione                     |
| --------------- | -------------------------- | ----------- | --------------------------------- | -------------------------------- |
| Olimpica        | Katie Nageotte Stati Uniti | 4,90 m(o)   | 5 agosto 2021 Tokyo, Giappone     | Giochi della XXXII Olimpiade     |
| Mondiale        | Nina Kennedy Australia     | 4,90 m(o)   | 23 agosto 2023 Budapest, Ungheria | Campionati del mondo 2023        |
| Mondiale        | Katie Moon Stati Uniti     | 4,90 m(o)   | 23 agosto 2023 Budapest, Ungheria | Campionati del mondo 2023        |
| Mondiale indoor | Sandi Morris Stati Uniti   | 4,80 m      | 19 marzo 2022 Belgrado, Serbia    | Campionati del mondo indoor 2022 |

### La stagione
Prima di questa gara, le atlete con le migliori tre prestazioni dell'anno erano:
| Pos. | Atleta                        | Prestazione | Data e luogo                               |
| ---- | ----------------------------- | ----------- | ------------------------------------------ |
| 1    | Molly Caudery Gran Bretagna   | 4,86 m      | 24 febbraio 2024 Rouen, Francia            |
| 2    | Eliza McCartney Nuova Zelanda | 4,84 m      | 10 febbraio 2024 Liévin, Francia           |
| 3    | Alysha Newman Canada          | 4,83 m      | 22 febbraio 2024 Clermont-Ferrand, Francia |
| 3    | Bridget Williams Stati Uniti  | 4,83 m      | 22 febbraio 2024 Clermont-Ferrand, Francia |

## Risultati

### Finale
La finale diretta si terrà il 2 marzo alle ore 19:06.
| Pos     | Atleta               | Nazionalità   | 4,40 | 4,55 | 4,65 | 4,75 | 4,80 | 4,85 | 4,90 | Risultato | Note                                     |
| ------- | -------------------- | ------------- | ---- | ---- | ---- | ---- | ---- | ---- | ---- | --------- | ---------------------------------------- |
| Oro     | Molly Caudery        | Gran Bretagna | -    | o    | o    | xo   | xo   | xxx  |      | 4,80 m    |                                          |
| Argento | Eliza McCartney      | Nuova Zelanda | -    | o    | xo   | o    | xxo  | x-   | xx   | 4,80 m    |                                          |
| Bronzo  | Katie Moon           | Stati Uniti   | -    | o    | -    | xo   | xxx  |      |      | 4,75 m    |                                          |
| 4       | Angelica Moser       | Svizzera      | o    | xo   | o    | xxo  | xxx  |      |      | 4,75 m    | Miglior prestazione personale            |
| 5       | Sandi Morris         | Stati Uniti   | -    | o    | o    | xxx  |      |      |      | 4,65 m    |                                          |
| 6       | Amálie Švábíková     | Rep. Ceca     | o    | o    | xxo  | xxx  |      |      |      | 4,65 m    | Miglior prestazione personale stagionale |
| 7       | Aikaterinī Stefanidī | Grecia        | o    | o    | xxx  |      |      |      |      | 4,55 m    |                                          |
| 8       | Margot Chevrier      | Francia       | -    | xxo  | xr   |      |      |      |      | 4,55 m    |                                          |
| 8       | Wilma Murto          | Finlandia     | -    | xxo  | r    |      |      |      |      | 4,55 m    |                                          |
| 10      | Roberta Bruni        | Italia        | o    | xxx  |      |      |      |      |      | 4,40 m    |                                          |
| 11      | Li Ling              | Cina          | xo   | xxx  |      |      |      |      |      | 4,40 m    |                                          |
| -       | Alysha Newman        | Canada        |      |      |      |      |      |      |      | dns       |                                          |